# گئورگیوس الیپرانتیس
گئورگیوس الیپرانتیس (یونانی: Γεώργιος Αλιμπράντης؛ ۱۸۸۰ – ۳۱ ژوئیهٔ ۱۹۴۳) ژیمناست هنری اهل یونان بود.